# Fluconazol
Fluconazol (INN) es un medicamento antifúngico utilizado para tratar infecciones causadas por dermatofitos y candida spp. Pertenece al grupo de los triazoles, que actúan inhibiendo la síntesis del ergosterol. Se utiliza comúnmente para tratar infecciones como la candidiasis vaginal, oral y esofágica, así como infecciones por hongos en la piel, uñas y faneras.

## Historia
En la década de 1980, la compañía farmacéutica Pfizer desarrolló el fluconazol como parte de una serie de triazoles. El objetivo era crear un antifúngico con mayor eficacia y menos efectos secundarios en comparación con los medicamentos existentes en ese momento, como la anfotericina B. El fluconazol fue diseñado para ser más específico en su acción contra la enzima fúngica 14-alfa desmetilasa, lo que resultó en una mejor inhibición de la síntesis de ergosterol.
El fluconazol fue aprobado por la FDA en enero de 1990. Su llegada al mercado representó una mejora significativa en el tratamiento de infecciones fúngicas, especialmente para pacientes inmunocomprometidos, como aquellos con VIH/SIDA.

## Descripción
Fluconazol es un fármaco antimicótico perteneciente a la familia de los triazoles, Interfiere con la actividad del citocromo P450 fúngico (lanosterol 14-α-desmetilasa), disminuyendo la síntesis de ergosterol e inhibiendo la formación de la membrana celular. Es utilizado en el tratamiento y prevención de infecciones fúngicas superficiales y sistémicas como la candidiasis vaginal, oral y esofágica, así como infecciones por hongos en la piel, uñas y faneras.

## Vías de administración
Oral: Puede administrarse independientemente de las comidas, Esta es la vía más común para tratar infecciones fúngicas menos graves, como candidiasis oral, vaginal o esofágica.
Endovenoso: No utilizar si está turbio o precipitado. Perfusión de acuerdo a la dosis indicada.
La duración y la dosis dependen de la gravedad de la infección y la vía de administración.
Ver Vías de administración de fármacos

## Farmacocinética

### Absorción
fluconazol se absorbe por completo en dos horas por el tracto gastrointestinal y alcanza una biodisponibilidad oral de aproximadamente el 90%. La absorción mejora cuando se administra con el estómago vacío.
Ver Absorción (farmacología) y Liberación (farmacología)

### Distribución
fluconazol se distribuye ampliamente por todo el cuerpo, penetrando en tejidos y fluidos, alcanza concentraciones efectivas en estrato córneo, dermis-epidermis de la piel, pulmones, líquido cefalorraquídeo, saliva y tejido ocular. Tiene una unión a proteínas plasmáticas entre el 11% al 12%.
Ver Distribución (farmacología)

### Metabolismo y metabolitos
fluconazol se metaboliza un 20% en el hígado principalmente a través de la enzima CYP2C9. La mayor parte del medicamento se mantiene en su forma activa y no se transforma en metabolitos inactivos.
Ver Metabolismo

### Excreción
Se elimina aproximadamente el 80% del fármaco excretado sin cambios en la orina en las primeras 72 horas después de la administración. Vida media de eliminación: 30 horas en adultos con función renal normal. Esta vida media prolongada permite una dosificación diaria única en la mayoría de los casos. En pacientes con insuficiencia renal, la eliminación del fluconazol se reduce y puede requerir ajustes en la dosis. La hemodiálisis puede reducir significativamente los niveles de fluconazol en plasma.
Ver Eliminación (farmacología)

## Farmacodinámica
Aquí van las subsecciones de lo que le sucede al organismo por la acción de un fármaco. Desde este punto de vista es opuesto a lo que implica la farmacocinética. Ver Farmacodinamia.

### Mecanismo de Acción
Inhibe la formación de ergosterol, que es esencial para la estructura de la membrana celular del hongo. exactamente, inhibe la enzima lanosterol alfa desmetilasa (14α-desmetilasa) que convierte el lanosterol en ergosterol.
El ergosterol es un lípido esencial en las membranas celulares de los hongos y los vegetales, y los mamíferos usan el colesterol en vez del ergosterol para el mismo proceso.

### Sinergismo con Terbinafina
La Terbinafina es una amilamina sintética que actúa inhibiendo la enzima escualeno epoxidasa fúngica en una etapa temprana mientras que el fluconazol inhibe la enzima 14-alfa-desmetilasa en una etapa posterior. reduciendo la biosíntesis del ergosterol. La combinación de estos mecanismos puede tener un efecto más robusto contra ciertos hongos. Algunos estudios in vitro han demostrado una actividad sinérgica contra especies de candida y dermatofitos cuando se combinan Terbinafina y fluconazol. Un ejemplo de esto fue un estudio realizado in vitro con un método de micro dilución para estudiar la interacción in vitro de Terbinafina con fluconazol, itraconazol, voriconazol y posaconazol en 24 aislamientos de Candida. Se observó sinergia, definida como un índice de concentración inhibitoria fraccional ≤0,5, en el 17% de las interacciones Terbinafina-fluconazol, el 21% de las interacciones Terbinafina-itraconazol, el 33% de las interacciones Terbinafina-voriconazol y el 12% de las interacciones Terbinafina. En los casos en los que no se alcanzó la sinergia, se produjo una disminución de la CMI (concentración mínima inhibitoria) de uno o ambos fármacos cuando se utilizaron en combinación. No se observó antagonismo en ninguna combinación de fármacos. Se justifica la realización de estudios clínicos para dilucidar la utilidad potencial de estas terapias combinadas. Esto sugiere que la combinación podría ser más efectiva que cada medicamento por separado en ciertos casos de infecciones difíciles de tratar

### Terapéutica
La terapéutica se basa debido a que el crecimiento de los hongos es lento se puede administrar una vez por semana y se logra un crecimiento negativo especialmente en micosis extensas como la onicomicosis en hongos como la cándida es más frecuente. La dosificación semanal de fluconazol se ajusta bien al ciclo de crecimiento lento de los hongos. La larga vida media del fluconazol permite mantener concentraciones terapéuticas en el tejido infectado durante toda la semana, proporcionando una cobertura continua y efectiva contra el hongo.

### Efectos farmacológicos
Antifúngico, eficaz contra una amplia variedad de infecciones por hongos.
Profiláctico: Utilizado para prevenir infecciones fúngicas.

### Resistencia
La resistencia puede deberse en parte a la acumulación de mutaciones en ERG11, el gen que codifica la enzima 14α-desmetilasa, el aumento del eflujo del fármaco por la sobreexpresión de ABC o los principales transportadores de la superfamilia facilitadora imparten resistencia al fluconazol, tales mutaciones previenen la formación del producto tóxico 14α-metil-3,6-diol a partir de 14α-metilfecosterol, la acumulación resultante de 14α-metilfecosterol produce membranas funcionales y supera el efecto del fluconazol. Al aumentar la producción de 14α-desmetilasa ocurre la sobreexpresión de ERG11, debido a la activación de mutación en el gen que codifica su regulador transcripcional Upc2.
A Continuación, un resumen de los puntos clave en la resistencia al fluconazol:
Mutaciones en el gen ERG11: Mutaciones en ERG11 pueden disminuir la afinidad del fluconazol por esta enzima, reduciendo su eficacia.
Aumento de la enzima: lo cual disminuye la eficacia, un incremento en la cantidad de la enzima 14-alfa-demetilasa puede superar la inhibición por el fluconazol, permitiendo la síntesis continua de ergosterol. dos moléculas con el fluconazol y cinco libres, mismo dibujo pero muchas enzimas.
Sobreexpresión de bombas de eflujo: Proteínas de transporte como CDR1, CDR2 (pertenecientes a la familia de los transportadores ABC) y MDR1 (transportador MFS) pueden expulsar el fluconazol fuera de la célula fúngica, disminuyendo la concentración intracelular del fármaco.
La prevención de este efecto y la capacidad de mitigarlo se basa en la identificación y seguimiento de las cepas resistentes a través de pruebas de sensibilidad, la prescripción adecuada, la optimización y el desarrollo de nuevos antifúngicos con terapias combinadas para superar la resistencia existente.

## Interacciones con otros fármacos
En teoría, el fluconazol hace decrecer el metabolismo e incrementar la concentración de algún fármaco metabolizado por las enzimas del citocromo P450, particularmente las isoenzimas CYP2C9 y CYP3A4.
Aumenta niveles de: amitriptilina y nortriptilina, de benzodiacepinas de acción corta, carbamazepina, antagonistas de canales Ca, Aines , ciclosporina, metadona, fenitoína, rifabutina, también su concentración es disminuida por la rifampicina, aumentada por la hidroclorotiazida y prolonga el efecto de las sulfonilureas. 
Por otra parte, su efecto potencial sobre el intervalo QT incrementa el riesgo de arritmia cardiaca si se usa concurrentemente con otros fármacos que prolongan el intervalo QT como por ejemplo la amiodarona.
Ver Interacción farmacológica
| Fármacos que interaccionan con fluconazol | |
| Fármaco                                   | Resultados de la interacción |
| Metotrexato y otros antineoplásicos       | El fluconazol puede inhibir las enzimas del citocromo P450, lo que puede disminuir el metabolismo y la eliminación del metotrexato. El resultado es un aumento de las concentraciones plasmáticas de metotrexato, lo que puede incrementar el riesgo de toxicidad.                                                                          |
| Clorpromazina                             | Tanto el fluconazol como la clorpromazina pueden prolongar el intervalo QT del electrocardiograma lo que puede aumentar el riesgo de desarrollar arritmias ventriculares. La clorpromazina es metabolizada por la enzima CYP3A4 y su inhibición por fluconazol puede resultar en niveles plasmáticos elevados de clorpromazina.             |
| Alcohol                                   | La interacción entre fluconazol y el alcohol no es tan directa como con otros medicamentos, Aunque esta interacción no es sinérgica en términos de aumentar los niveles plasmáticos de uno u otro, el consumo de alcohol puede aumentar el riesgo de hepatotoxicidad cuando se está tomando fluconazol.                                     |
| Ciclosporina                              | El fluconazol puede aumentar la concentración sérica de ciclosporina incrementando el riesgo de toxicidad renal. |
| Ácido acetilsalicílico                    | Interacción farmacodinámica a nivel intestinal, los dos pueden causar efectos gastrointestinales adversos, aunque por mecanismos diferentes.fluconazol puede causar náuseas y dolor abdominal, mientras que el Ácido acetilsalicílico puede causar irritación gastrointestinal y aumentar el riesgo de úlceras y sangrado gastrointestinal. |
| Pirazolonas                               | La inhibición de las enzimas del citocromo P450 por parte del fluconazol puede llevar a un aumento de los niveles plasmáticos de las pirazolonas, lo que puede incrementar el riesgo de efectos secundarios. |
| Amiodarona                                | fluconazol puede aumentar los niveles plasmáticos de estos medicamentos, lo que puede aumentar el riesgo de arritmias. Es necesario monitorear los niveles y ajustar las dosis según sea necesario. |

## Uso clínico
Fluconazol se prefiere en las infecciones meníngeas por cualquiera de los hongos susceptibles, además se recomienda para candidiasis invasiva, crónica diseminada, orofaríngea, esofágica y vaginal, del tracto urinario, osteoarticular, candidemia, prevención de la recaída de la endocarditis por candida y otros, intertrigo por candida, criptococosis meníngea y pulmonar, meningitis por coccidioides, coccidioidomicosis diseminada, profilaxis de la candidiasis oral y vulvovaginal en pacientes con SIDA y la profilaxis en pacientes neutropénicos. Puede obtenerse buena respuesta al fluconazol en esporotricosis cutánea, tiñas, histoplasmosis, blastomicosis, endoftalmitis micóticas, endocarditis, miocarditis  y pericarditis, en osteomielitis o artritis séptica. Fluconazol no debe utilizarse para el tratamiento de aspergilosis, mucormicosis y pseudallescheriasis.
El espectro de actividad del fluconazol incluye la mayoría de las especies de candida, Cryptococcus neoformans, algunos hongos dimórficos y dermatofitos , entre otros. Los usos comunes incluyen: 
El tratamiento de infecciones no sistémicas por Candida de la vagina ("infecciones por hongos"), orofaringe.
Ciertas infecciones sistémicas por Candida en personas con sistemas inmunológicos sanos, incluidas infecciones del torrente sanguíneo, los riñones o las articulaciones. Por lo general, se prefieren otros antimicóticos cuando la infección se encuentra en el corazón o el sistema nervioso central, y para el tratamiento de infecciones activas en personas con sistemas inmunológicos débiles.
La prevención de infecciones por Candida en personas con sistemas inmunes débiles, como aquellos neutropénicos debido a la quimioterapia contra el cáncer, aquellos con infecciones avanzadas por VIH, pacientes trasplantados y bebés prematuros.
Como agente de segunda línea para el tratamiento de la meningoencefalitis criptocócica, una infección fúngica del sistema nervioso central.

### Candidiasis
Fluconazol, 100-200 mg al día durante 7-14 días, es eficaz en la candidiasis orofaríngea. Una sola dosis de 150 mg es efectiva en la candidiasis vaginal no complicada. Una dosis de carga de 800 mg seguida de 400 mg diarios es útil en el tratamiento de la candidemia de pacientes no inmunosuprimidos Aunque la respuesta a las infecciones del torrente sanguíneo  de candida glabrata en ensayos aleatorizados con fluconazol ha sido comparable a la de candida albicans, candida glabrata presenta una susceptibilidad reducida inherente y puede volverse altamente resistente con la exposición prolongada al fluconazol. El uso empírico del fluconazol por sospecha de candidemia puede no ser aconsejable en pacientes que han recibido profilaxis con fluconazol a largo plazo y, como resultado, pueden ser colonizados con Candida glabrata resistente. En base a la resistencia in vitro, no se espera que Candida krusei responda al fluconazol u otros triazoles.

### Criptococosis
Fluconazol, 400 mg al día, se usa durante las primeras 8 semanas de la fase de consolidación  del tratamiento de la meningitis criptococócica en pacientes con sida. La terapia de inducción implica un ciclo inicial de al menos 2 semanas de anfotericina B intravenosa. Si, después de 8 semanas a 400mg por día  el paciente ya no presenta síntomas, la dosis se reduce a 200mg diarios y continúa indefinidamente. Si el paciente ha completado 12 meses de tratamiento de criptococosis, responde a terapia antirretroviral de alta eficiencia, tiene un recuento de CD4 por encima de 200/mm durante al menos 6 meses  y es asintomático, es razonable descontinuar el mantenimiento con fluconazol. Se ha recomendado fluconazol, 400 mg diarios como terapia de continuación en pacientes sin sida con meningitis criptococócica que han respondido a un ciclo inicial de anfotericina B y para pacientes con criptococosis pulmonar 

### Otras micosis
El fluconazol es el fármaco de elección para el tratamiento de la meningitis coccidioidal debido a la buena penetración en el LCR y mucha menos morbilidad que con la anfotericina B intratecal. En otras formas de coccidioidomicosis, el fluconazol es comparable al itraconazol. El fluconazol no tiene actividad útil contra la histoplasmosis, la blastomicosis o la esporotricosis y no es efectivo en la prevención o el tratamiento de la aspergilosis. El fluconazol no tiene actividad en la mucormicosis.

### Efectos Adversos
Cefalea, alopecia, anorexia, aumento de las enzimas hepáticas, anafilaxia, síndrome de Stevens Johnson, y con dosis elevadas neurotoxicidad, además angioedema, convulsiones y hipercolesterolemia.
Ver Reacción adversa a medicamento
Para la evaluación de las reacciones adversas (RAM) se tendrán en cuenta los criterios de la CIOSM.
| Reacciones adversas a fluconazol                                |                 | |
| Sistema implicado                                               | Grupo CIOSM     | Tipo de reacción |
| Sistema nervioso                                                | Muy frecuentes  | (≥1/10) Dolor de cabeza |
| Sistema nervioso, gastrointestinal, cutáneo                     | Frecuentes      | (≥1% y < 10% de los pacientes): exantema, cefalea, vértigo, náuseas, impotencia, vómito, flatulencia, dolor abdominal y diarrea. |
| gastrointestinal                                                | Poco frecuentes | (>=0,1% y <1% de los pacientes): anorexia, fatiga, constipación. |
| Sistema nervioso, endocrino, metabólico, hematológico, hepático | Raros           | (<0,1% y >= 0.01% de los pacientes): oliguria, hipocalcemia, parestesia, alopecia, síndrome de Stevens-Johnson, trombocitopenia, otras discrasias sanguíneas, hepatotoxicidad grave, que incluye fallo hepático y reacciones anafilácticas/reacciones anafilactoides. |
| Cardiovascular                                                  | Muy raros       | (< 0.01%): intervalo QT prolongado, torsades de pointes. |

### Contraindicaciones
la administración conjunta de terfenadina está contraindicada en pacientes que están recibiendo dosis múltiples de fluconazol de 400 mg/día o mayores.de igual manera está contraindicada la administración conjunta con otros fármacos que se conoce prolonga el intervalo QT y que se metabolizan a través de la enzima CYP3A4 como cisaprida, astemizol, eritromicina, pimozida y quinidina.

#### Embarazo
Evitar el uso de fluconazol en el embarazo, excepto en infecciones micóticas severas o potencialmente mortales, teniendo en cuenta el riesgo beneficio materno-fetal. 
Se han notificado casos de malformaciones congénitas múltiples (como braquicefalia, displasia del oído, fontanela anterior grande, arqueamiento del fémur y sinostosis radio humeral) en lactantes cuyas madres habían sido tratadas durante 3 meses o más con dosis altas (400-800 mg/día) de fluconazol debido a coccidioidomicosis.
Un estudio observacional ha indicado un mayor riesgo de aborto espontáneo en las mujeres tratadas con fluconazol durante el primer trimestre del embarazo

#### Lactancia
El fluconazol se excreta en la leche materna alcanzando concentraciones menores que las plasmáticas. Por lo tanto, se puede permitir que continúe incluso después de una dosis única estándar de hasta 200 mg de fluconazol. Sin embargo, en caso de dosis repetidas o altas, no se recomienda continuar con su administración.

### Sobredosis
la sobredosis por fluconazol es rara sin embargo puede pasar y es grave, los signos y síntomas de una sobredosis son los siguientes, náuseas, vómito, dolor abdominal, diarrea, alucinaciones, comportamiento paranoide, mareos, cefalea, en casos severos se pueden presentar convulsiones puede haber hepatitis y arritmias.

#### Tratamiento de la sobredosis
en un paciente que se sospeche hay que evaluar la vía de administración, la cantidad ingerida y el tiempo transcurrido desde la ingestión, también, monitorizar signos vitales y realizar un examen físico, considerar también la administración de carbón activado si la ingestión fue reciente y si el paciente está consciente y colabora para asegurar su vía aérea, también, administrar líquidos intravenosos para apoyar la función renal, realizar monitoreo electrocardiográfico y medir función hepática
Para el tratamiento sintomático se pueden administrar antieméticos como la metoclopramida, dado el caso de convulsiones se pueden administrar benzodiacepinas como el  diazepam.
El fluconazol es dializable, por lo que la diálisis se puede usar en casos de sobredosis muy grave para acelerar la eliminación del fármaco del sistema.

### Presentaciones
| Nombre en DCI | Nombres comerciales                                       | presentación                                                                                                   | dosis en adulto                                                                                    | dosis en niños |
| Fluconazol    | DIFLUCAN,FUZOL MULTIFUGUIN® MICUL®TREBAC ZOLICO.® GINDEX® | Cápsula-Cápsula dura-Tabletas 150 mg y 200 mg;Sol iny:200 mg/100 ml polvo reconstituir sol.oral 60 mg/5ml/20ml | En candidiasis vaginal 150 mg dosis única. En micosis profundas 100-800 mg/día, hasta por 12 meses | 3-12 mg/kg/dia |

Ver Forma galénica.
Por sus propiedades fisicoquímicas y requisitos de conservación, entre los excipientes habituales para este producto nos podemos encontrar con los siguientes: Ver Números E

## Uso veterinario
En medicina veterinaria para tratar infecciones fúngicas en animales también se utiliza fluconazol. A continuación algunas indicaciones, incluyendo dosificación y consideraciones específicas: 
Perros y gatos en dermatofitosis, en infecciones sistémicas como blastomicosis o criptococosis.
Dosis:  5-10 mg/kg por vía oral cada 12-24 horas. Caballos en infecciones sistémicas como aspergilosis y candidiasis, infecciones de la piel y los ojos como queratitis micótica.
Dosis: Dosis baja (5 mg/kg): una vez al día. Dosis alta (10 mg/kg) una vez al día

## Otros usos

### Usos no incluidos en el registro sanitario (Off Label)

#### Profilaxis en Pacientes con Leucemia
En pacientes con leucemia que tienen un alto riesgo de infecciones fúngicas debido a la inmunosupresión, el fluconazol puede utilizarse para la profilaxis. Dosificación: Generalmente, 400 mg diarios.
Tratamiento de Onicomicosis:
Aunque no está específicamente aprobado para el tratamiento de onicomicosis (infección fúngica de las uñas), el fluconazol se usa ocasionalmente debido a su eficacia contra muchos patógenos responsables de esta condición. (agente alternativo) (uso no indicado en la etiqueta): Nota: Para pacientes que no pueden utilizar los agentes preferidos 
Oral: 150 a 450 mg una vez por semana. Duración habitual del tratamiento: 3 meses (uña) o 6 a 12 meses (uña del pie)

### Uso recreacional
Fluconazol no cuenta con un uso recreativo legítimo a diferencia de medicamentos que tienen potencial de abuso debido a sus efectos eufóricos o psicoactivos; el fluconazol no posee tales propiedades.

### Controversias
A pesar de que el fluconazol aparenta ser un medicamento efectivo ha sido objeto de controversias en el ámbito médico. Estas controversias abarcan desde preocupaciones sobre la resistencia antifúngica hasta efectos adversos. El uso extensivo del fluconazol ha llevado al desarrollo de cepas resistentes de cándida y otro hongos. La resistencia puede surgir mediante mecanismos antes mencionados, que es particularmente preocupante en ambientes hospitalarios en donde los pacientes son más susceptibles a estas infecciones. La resistencia al fluconazol puede limitar las opciones de tratamiento para infecciones fúngicas sistémicas y aumentar la mortalidad asociada con estas infecciones.
Teratogenicidad: Algunos estudios en animales han demostrado que el fluconazol puede causar malformaciones fetales cuando se administra a dosis altas. Hay informes de anomalías congénitas con el uso de dosis altas durante el primer trimestre de embarazo. Esto ha conllevado a debates sobre la seguridad del fluconazol durante el embarazo y la necesidad de limitar su uso en mujeres embarazadas.

## Anécdotas
La Revolución en el Tratamiento de la Candidiasis
En los años 90, el fluconazol revolucionó el tratamiento de la candidiasis, especialmente en pacientes con VIH/SIDA. Antes de su introducción, los tratamientos para las infecciones fúngicas eran limitados y a menudo tóxicos. El fluconazol ofreció una alternativa eficaz y bien tolerada. Los médicos comenzaron a notar que pacientes que sufrían frecuentemente de candidiasis oral y esofágica, una complicación común en el SIDA, experimentaron una mejora notable en su calidad de vida con el uso de fluconazol. Esta anécdota subraya el impacto significativo del medicamento en el manejo de infecciones oportunistas en pacientes inmunocomprometidos.